# Leander Čech

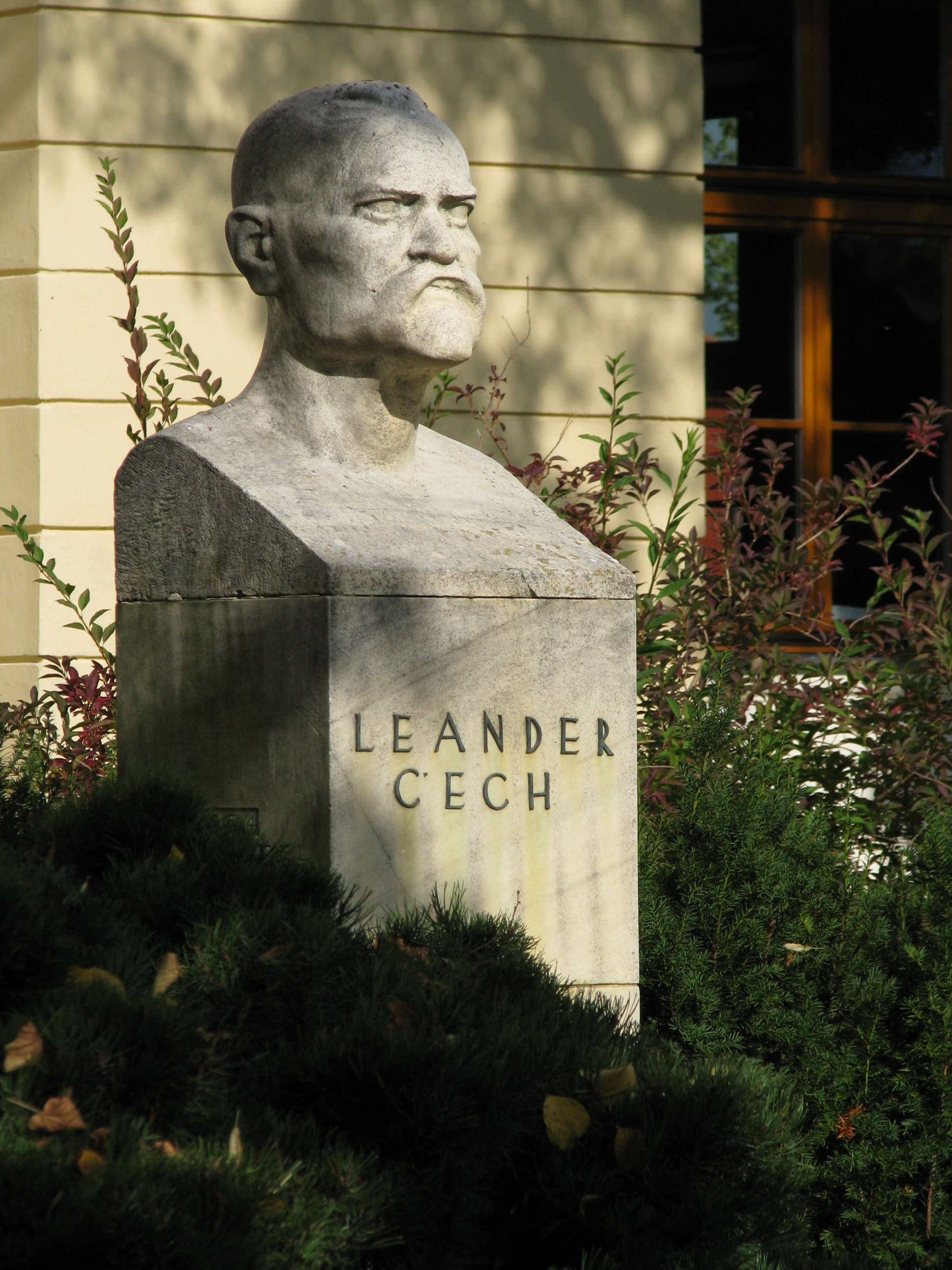
Busta v Novém Městě na Moravě

Leander Čech (27. února 1854 Cetoraz – 27. července 1911 Nové Město na Moravě) byl český národní buditel, středoškolský profesor, literární historik, kritik a teoretik.

## Život a činnost
Tento významný představitel moravské literární kritiky a vědy se narodil v učitelské rodině v Cetorazi u Pacova. Už v dětských letech se s rodiči odstěhoval na Moravu, gymnázium absolvoval v Brně a pak přešel na vysokoškolská studia do Prahy. Jako vysokoškolák byl předsedou spolku Slavia, při němž založil filozofický odbor, působil i v Jednotě českých filologů. Po studiích působil jako profesor jazyků na reálce v Telči. Byl jedním z učitelů Otokara Březiny. Z Telče přešel jako ředitel na reálku do Nového Města na Moravě, kde působil od roku 1894 až do své smrti a s tímto místem je spojena převážná část jeho aktivit.
Stal se uznávaným kritikem v mnoha tehdejších listech, například to byly Světozor, Literární listy, Hlídka literární a Osvěta. Osvojil si moderní postupy od předních německých a francouzských teoretiků, především používal, tzv. estpsychologickou metodu, kterou brilantně předvedl v monografii o Karolině Světlé. Jeho práce předznamenala svým filozofický a sociologickým akcentem nástup moderní literární kritiky 90. let, představované především F. X. Šaldou a H. G. Schauerem.
V roce 1886 byl jedním ze zakladatelů Národní jednoty pro jihozápadní Moravu, jejíž hlavní náplní bylo čelit germanizaci tohoto území a byla obdobou Národní jednoty pošumavské. Dodnes jsou ceněny jeho studie Literární směry v letech padesátých a Vítězslav Hálek. Značnou energii věnoval teoretickým otázkám pedagogiky.

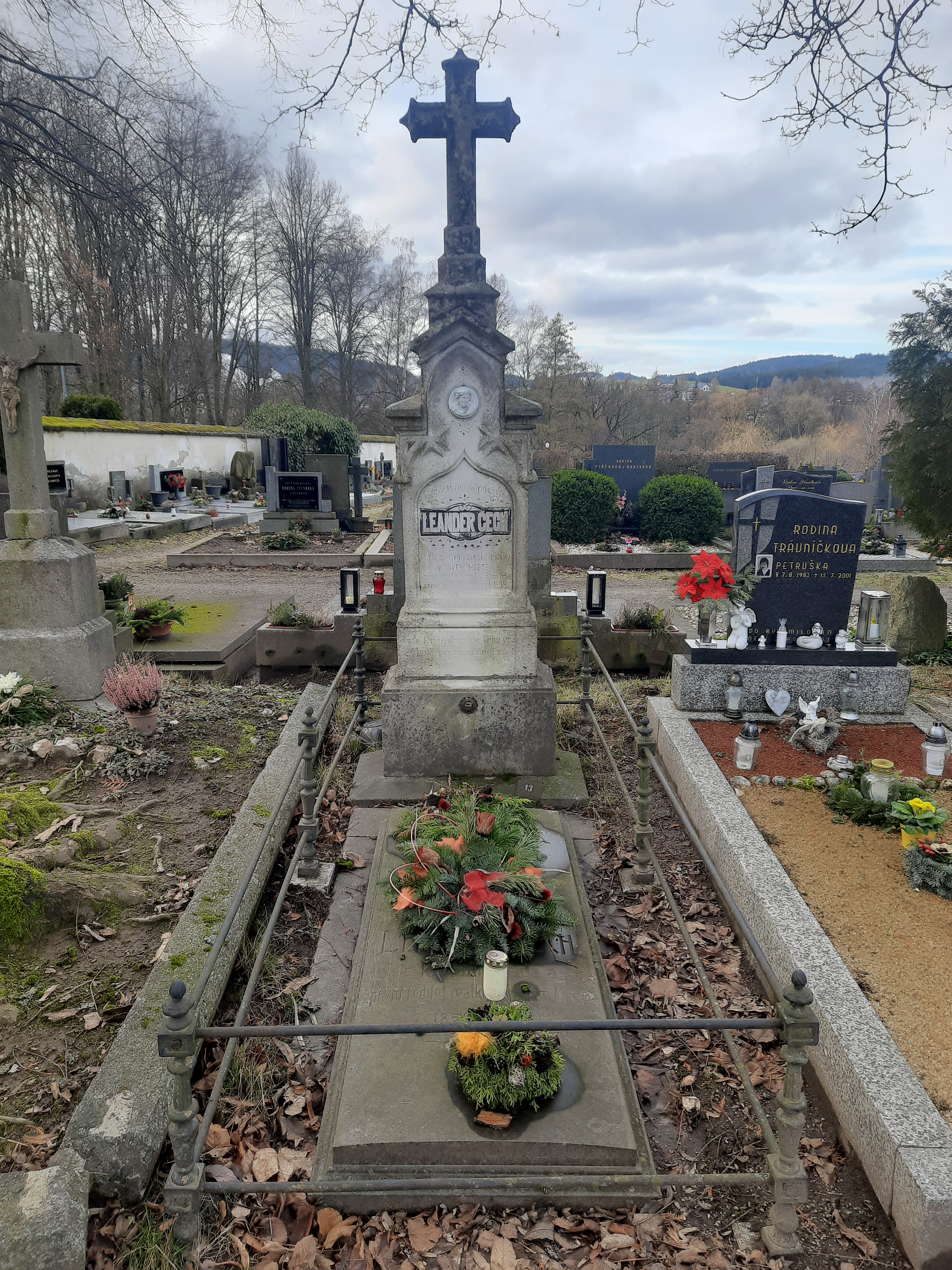
Hrob Leandera Čecha na městském hřbitově v Novém Městě n. M.

Zemřel 27. července 1911 v  Novém Městě na Moravě a byl pohřben na zdejším městském hřbitově.

## Díla
- Karolina Světlá – 1907, monografie
- Psychologie dramatických básní Hálkových – 1892
- Malá slovesnost – 1905
- Malá poetika